# Дебелич, Ана
Ана Дебелич (хорв. Ana Debelić) — хорватская гандболистка, линейная норвежского «Вайперса» и национальной сборной Хорватии.

## Клубная карьера
Ана Дебелич начала заниматься гандболом в шестилетнем возрасте. Первой профессиональной командой для неё стал риекский «Замет», за который 19 января 2011 года она забила свой первый гол в чемпионате Хорватии. В 18-летнем возрасте переехала в Загреб, где поступила на факультет лесного хозяйства, а её новым клубом стал местный «Локомотив». Со столичной командой в сезоне 2013/14 стала чемпионкой страны и обладательницей национального Кубка. Перед началом сезона 2016/17 подписала контракт с «Подравкой» из Копривницы, с которой трижды становилась чемпионкой Хорватии и дважды — обладательницей Кубка.
В 2020 году перешла в «Астраханочку», с которой становилась бронзовым призёром чемпионата России. С сезона 2021/22 выступает за гранд норвежского женского гандбола — «Вайперс», с которым, помимо трёх побед в чемпионате и трёх побед в Кубке страны, дважды становилась победительницей Лиги чемпионов ЕГФ.

## Карьера в сборной
В составе национальной команды Хорватии Ана Дебелич принимала участие на чемпионатах Европы 2016, 2018, 2020 и 2022 годов, а также на чемпионате мира 2021 года. По результатам Евро-2020 Хорватия завоевала бронзовые медали, что стало наивысшим её достижением в истории, а Дебелич, забившая на турнире 23 мяча, была включена в символическую сборную этого чемпионата.

## Достижения

### Командные
Локомотив (Загреб):
- чемпионка Хорватии: (1) 2013/14
- обладательница Кубка Хорватии: (1) 2013/14

 Подравка:
- чемпионка Хорватии: (3) 2016/17, 2017/18, 2018/19
- обладательница Кубка Хорватии: (2) 2016/17, 2018/19

 Вайперс:
- победительница Лиги чемпионов ЕГФ: (2) 2021/22, 2022/23
- чемпионка Норвегии: (3) 2021/22, 2022/23, 2023/24
- обладательница Кубка Норвегии: (3) 2021/22, 2022/23, 2023/24

### Личные
- член символической сборной чемпионата Европы: (1) 2020
- гандболистка года Хорватии: (2) 2021, 2022